# Kategoria e Parë 1934
Die Kategoria e Parë 1934 (sinngemäß: Erste Liga) war die fünfte Austragung der albanischen Fußballmeisterschaft und wurde vom nationalen Fußballverband Federata Shqiptare e Futbollit ausgerichtet. Die Spielzeit begann am 15. April und endete am 22. Juli 1934.

## Saisonverlauf
Die Kategoria e Parë wurde 1934 auf sieben statt bisher fünf Mannschaften aufgestockt. In der Vorsaison hatte es deswegen keinen Absteiger gegeben. Dafür waren zur Spielzeit 1934 aus der damals noch zweitklassigen Kategoria e dytë Bashkimi Elbasan und der SK Vlora aufgestiegen. Auch in dieser Spielzeit sollte es keinen Absteiger aus der Ersten Liga geben. Alle Teams traten je zweimal gegeneinander an.
Insgesamt fielen 154 Treffer, was einem Schnitt von 3,7 Toren pro Partie entspricht. Mark Gurashi vom SK Tirana wurde mit zwölf Treffern Torschützenkönig.
Der SK Tirana holte sich den Titel von KS Skënderbeu Korça zurück und gewann damit seine insgesamt vierte Meisterschaft im fünften Spieljahr der Liga. In zwölf Partien gelangen 54 Treffer, nur acht Mal landete der Ball im eigenen Netz, genauso oft wie bei Vize- und Vorjahresmeister Skënderbeu, das drei Punkte Rückstand auf den Hauptstadtklub aufwies. Auf den Plätzen drei und vier landeten Bashkimi Shkodran und KS Teuta Durrës vier bzw. neun Punkte zurück. Vorjahresaufsteiger SK Kavaja wurde wie im vorigen Jahr Fünfter, damals war dies aber noch der letzte Platz gewesen. Die Aufsteiger Bashkimi Elbasan und SK Vlora, die beide schon einmal in der Kategoria e Parë gespielt hatten, belegten die hintersten Ränge. Dem SK Vlora gelang bei 48 Gegentoren und nur vier eigenen Treffern kein einziger Sieg.

## Vereine
| Verein              | Logo                     | Stadt   |
| ------------------- | ------------------------ | ------- |
| KS Teuta Durrës     | Logo Teuta Durrës        | Durrës  |
| Bashkimi Elbasan    | Logo KS Elbasani         | Elbasan |
| SK Kavaja           | Logo KS Besa Kavajë      | Kavaja  |
| KS Skënderbeu Korça | Logo Skënderbeu          | Korça   |
| Bashkimi Shkodran   | Logo FK Vllaznia Shkoder | Shkodra |
| Sportklub Vlora     | Logo Flamurtari Vlora    | Vlora   |
| SK Tirana           | Logo SK Tirana           | Tirana  |

## Abschlusstabelle
| Pl. | Verein                  | Sp. | S  | U | N  | Tore    | Quote | Punkte |
| --- | ----------------------- | --- | -- | - | -- | ------- | ----- | ------ |
| 1.  | SK Tirana               | 12  | 10 | 1 | 1  | 054:800 | 6,75  | 21:30  |
| 2.  | KS Skënderbeu Korça (M) | 12  | 8  | 2 | 2  | 027:800 | 3,38  | 18:60  |
| 3.  | Bashkimi Shkodran       | 12  | 8  | 1 | 3  | 025:110 | 2,27  | 17:70  |
| 4.  | KS Teuta Durrës         | 12  | 6  | 0 | 6  | 018:230 | 0,78  | 12:12  |
| 5.  | SK Kavaje               | 12  | 3  | 3 | 6  | 014:200 | 0,70  | 09:15  |
| 6.  | Bashkimi Elbasan (N)    | 12  | 2  | 2 | 8  | 012:360 | 0,33  | 06:18  |
| 7.  | Sportklub Vlora (N)     | 12  | 0  | 1 | 11 | 004:480 | 0,08  | 01:23  |

| (M) | amtierender albanischer Meister |
| (N) | Neuaufsteiger                   |

## Kreuztabelle
| 1934                | Bashkimi Elbasan | Bashkimi Shkodran | SK Kavaje | SK Vlora | KS Skënderbeu Korça | SK Tirana | KS Teuta Durrës |
| Bashkimi Elbasan    |                  | 1:0               | 2:2       | 6:0      | 0:3                 | 0:5       | 1:4             |
| Bashkimi Shkodran   | 2:0              |                   | 1:0       | 8:0      | 3:1                 | 1:2       | 1:0             |
| SK Kavaje           | 4:1              | 2:2               |           | 3:0      | 0:4                 | 1:2       | 0:1             |
| Sportklub Vlora     | 1:1              | 1:3               | 1:2       |          | 0:5                 | 0:5       | 0:1             |
| KS Skënderbeu Korça | 1:0              | 4:0               | 0:0       | 4:1      |                     | 0:2       | 2:0             |
| SK Tirana           | 9:0              | 0:1               | 4:0       | 8:0      | 2:2                 |           | 9:0             |
| KS Teuta Durrës     | 5:0              | 0:3               | 2:0       | 2:0      | 0:1                 | 3:6       |                 |

## Die Mannschaft des Meisters SK Tirana
| 1.             | SK Tirana |
| Logo SK Tirana | Rudolf Gurashi, Sabit Coku, Foto Janku, Hasan Maluci, Ludovik Jakova, Hamit Keci, Adem Karapici, Selman Stërmasi, Riza Lushta, Maliq Petrela, Halim Begeja, Haki Korca, Luci Stamati, Mark Gurashi – Trainer: Selman Stërmasi. |